# Nexus 4
Le Nexus 4 (référence : LG-E960) est un smartphone co-développé par Google et LG Electronics, fabriqué par LG.
C'est l'un des trois modèles de la gamme Nexus 2012 de Google, avec les tablettes Nexus 7 et Nexus 10. Il succède au Nexus One, au Nexus S et au Galaxy Nexus.

## Annonce
Il aurait dû être dévoilé lors de la conférence Google du 29 octobre 2012, qui fut annulée en raison du passage de l'ouragan Sandy à proximité. Sa présentation a toutefois eu lieu le jour même sur le blog officiel.
La date de sortie est programmée au 13 novembre 2012, jour qui restera marqué par une rupture de stock très rapide du smartphone (seulement quelques minutes après sa mise en vente, environ 45 minutes en France).
Le smartphone connaîtra par ailleurs de gros problèmes de stocks durant les premiers mois de sa commercialisation, problèmes qui seront en partie compensés grâce à l’opérateur SFR qui détient des stocks importants du terminal, mais qui le commercialise hors abonnement à un prix avoisinant les 600 €.
Le 28 août 2013, la version 8 Gio passa de 299 € à 199 € et la version 16 Gio de 349 € à 249 € sur Google Play,. Après cette baisse de prix nécessaire à l'écoulement des stocks, le Nexus 4 finit en rupture de stock dans ses deux versions, en France comme dans d'autres pays, ceci pour préparer l'arrivée prochaine du Nexus 5. LG confirma qu'il ne produisait plus le Nexus 4 dans ses usines. Le Nexus 5 lui succède.

## Matériel
Ses composants sont proches de ceux du LG Optimus G. Ce smartphone est équipé d'un SoC Qualcomm Snapdragon S4 Pro APQ8064 à 1,5 GHz, de 2 Go de RAM, 8 Go ou 16 Go de mémoire flash pour le stockage, d'un capteur frontal de 1,3 Mpx, d'un capteur arrière de 8 Mpx, du WiFi 802.11a/b/g/n et du Bluetooth.
Il est compatible avec les bandes de fréquence suivantes :
- 850 MHz, 900 MHz,1 800 MHz et 1 900 MHz pour les usages GSM, GPRS et EDGE.
- 850 MHz, 900 MHz,1 700 MHz, 1 900 MHz et 2 100 MHz pour les usages UMTS, HSPA et HSPA+ (jusqu'à 42 Mbit/s).
- 1 700 MHz et 2 100 MHz, pour les usages LTE/4G, (fréquences dites « AWS (en) », non compatibles avec le LTE français). Le support LTE fut activable jusqu'à la mise à jour vers Android 4.2.2. Processeur du Nexus 4

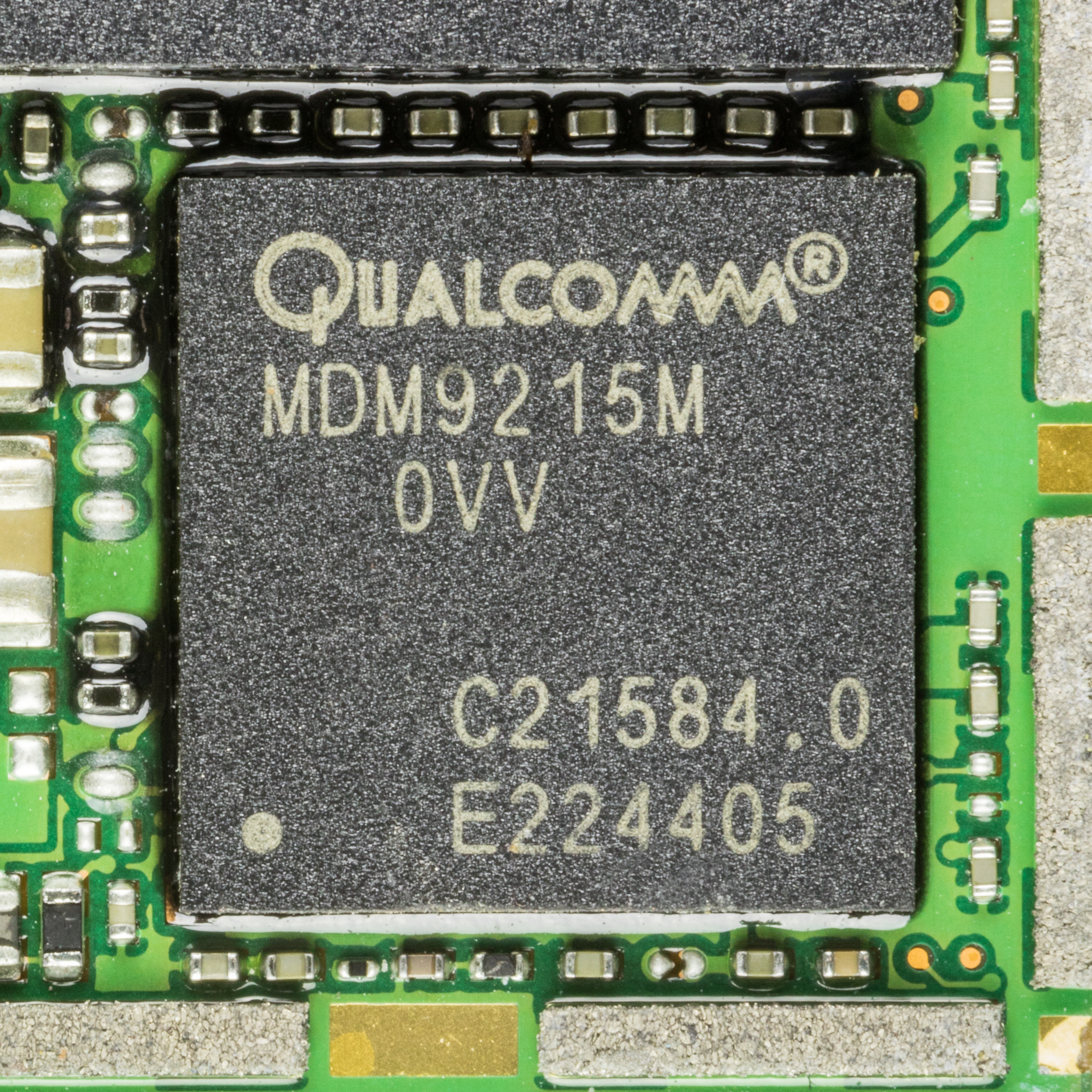
Processeur du Nexus 4

Pour ce faire, il fait appel à une puce Qualcomm Gobi MDM9215M.

### Design

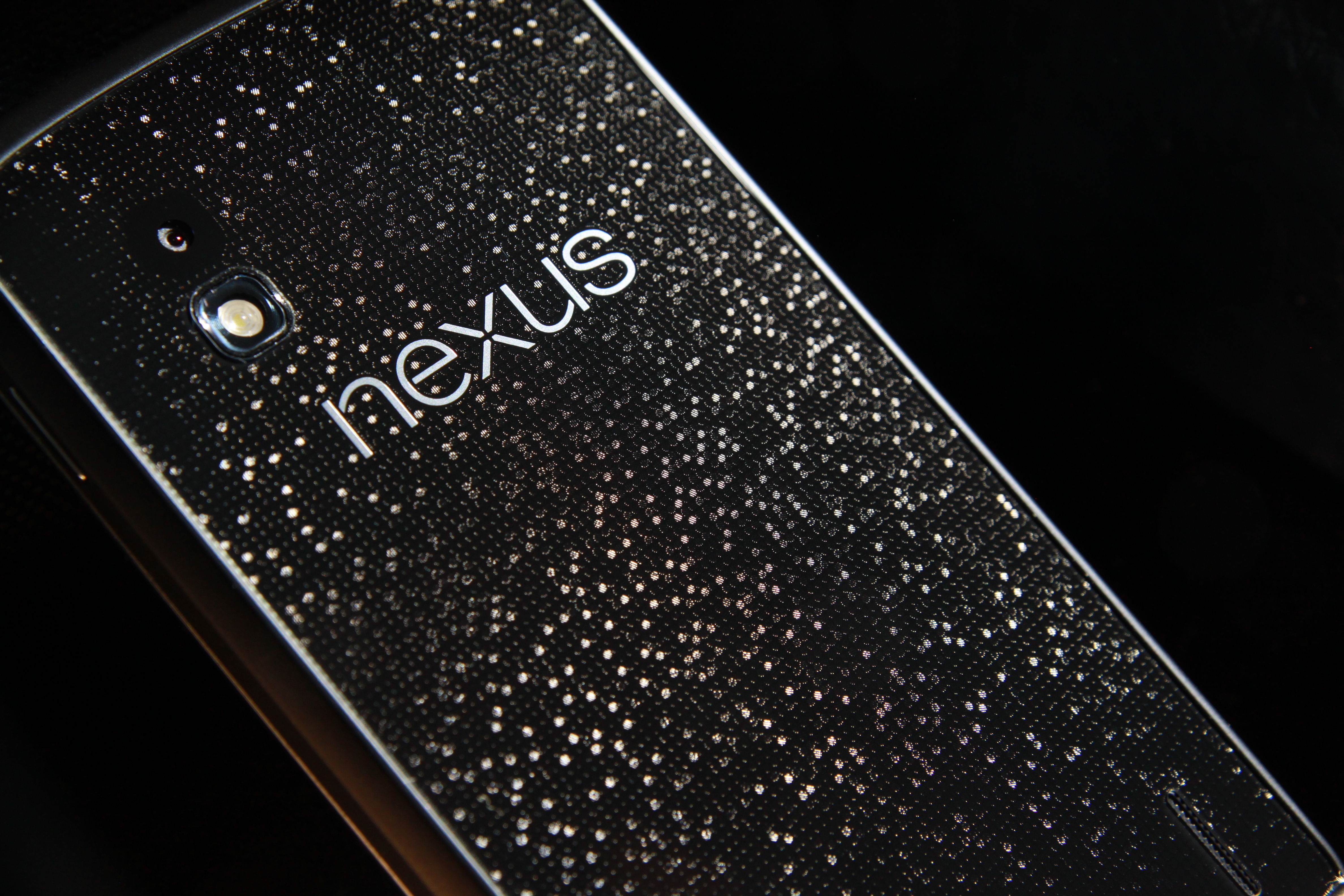
Le dos du Nexus 4 et son motif « pixel ».

La face avant en plastique noir glossy est recouverte par une plaque de verre sur presque toute la surface. La caméra frontale (Sony IMX119 1,3 Mpx réalisant des vidéos en résolution 720p à 30 FPS) qui permet notamment la visioconférence et l'autoportrait est située en haut à droite, les capteurs de luminosité et de proximité sont en haut à gauche. Dissimulée dans la coque, la LED de notification multicolore RVB et légèrement texturée est en bas.
La façade arrière est composée d’une plaque de verre avec de petits croisillons noirs qui reflètent différemment la lumière selon l’inclinaison du téléphone (motif holographique ayant un rendu « pixel »).
Les tranches sont en plastique noir de type « soft touch » avec liseré en plastique chromé autour de l’écran.
Il peut être équipé en option d’un chargeur sans contact à la norme Qi.

### Écran
L'écran tactile, réalisé par LG Display a une diagonale de 4,7 pouces, True HD (WVGA 1280 × 768 pixels, 318 ppp, RGB et non PenTile (en)), IPS Plus avec ZeroGap ainsi qu'un traitement Gorilla Glass 2.

## Logiciel
Nexus oblige, il est le premier smartphone livré avec la version 4.2 d'Android (Jelly Bean) et bénéficie en priorité des mises à jour suivantes du système d'exploitation pour une durée prolongée.
À noter que cette version d'Android ne supporte pas officiellement le plug-in Adobe Flash Player et qu'elle dispose d'une erreur logicielle : Google a oublié d'y inclure le mois de décembre 2012, un défaut qui n'est pas visible dans l'application Calendrier mais dans l'application Contact, pour régler une date d'anniversaire, qui passent alors directement de novembre à janvier. Cette erreur relativement gênante a été corrigée dans la mise à jour Android 4.2.1. 
Le 15 février 2013, la version d'Android 4.2.2 Jelly Bean est déployée, elle améliore les performances, l'autonomie, la stabilité, corrige des bugs et ajoute quelques fonctionnalités mineures. 
Le 24 juillet 2013, la version d'Android 4.3 Jelly Bean est déployée, elle a pour but premier d'améliorer l'interface utilisateur en matière de fonctionnalité et de performance. 
Le 19 novembre 2013, la version d'Android 4.4 KitKat est déployée, elle a eu la faculté d'améliorer la compatibilité avec les modèles low-cost en permettant aux modèles avec 512 Mo de RAM de fonctionner avec et de simplifier encore l'interface.
Le 18 novembre 2014, la version 5.0 Lollipop est déployée sur ce téléphone. Tout comme les précédentes versions elle a pour but d'améliorer encore la simplicité de l'interface avec un nouveau concept le material design, de sécuriser plus le téléphone et permet le multi-compte même sur les téléphones.
Le 18 décembre 2014, la version 5.0.1 Lollipop est déployée pour principalement corriger les problèmes liés à la surconsommation de batterie.
Mi avril et Mi mai 2015, les versions 5.1.0 et 5.1.1 Lollipop sont déployées pour but d'améliorer l'interface utilisateur (Quick setting menu, interruptions), de performance et de sécurité.
Les mises à jour du Nexus 4 s'effectuent directement en OTA (Over The Air) depuis le smartphone.
La dernière mise à jour par Google du logiciel (LMY48T) , date d'octobre 2015. Le téléphone n'est donc plus officiellement supporté en ce qui concerne les mises à jour. Néanmoins, des développeurs s'acharnent à lui donner une "seconde vie", certains utilisateurs ont même réussi à installer android 9.0 sur cet appareil

## Overclocking
Bien que le Nexus 4 soit cadencé par un processeur Snapdragon S4 à 1,5 GHz, des utilisateurs ont réussi à porter la cadence du processeur à plus de 1,8 GHz, permettant ainsi d’accroître les performances du smartphone. Cette manipulation reste néanmoins relativement risquée, nécessite une modification du kernel et un accès root (voir note ci-dessous).
Note : Sans que le smartphone soit rooté, la manipulation est possible. Il suffit juste de modifier le kernel à partir du code source et de le flasher. Néanmoins, l'accès root permet de modifier certains paramètres à l'aide d'un kernel modifié comme réduire la fréquence du processeur lorsque l'écran est éteint, autoriser un voltage/ampérage supérieur ou inférieur lorsqu'on charge l'appareil, changer le gouverneur du CPU/GPU (exemple : Smartass, Performance, Ondemand, Powersave, Pegasusq, etc.), le voltage (exemple : en diminuant le voltage du CPU/GPU, on peut obtenir les mêmes performances tout en consommant moins d'énergie. Mais si les réglages sont mal faits, le téléphone risque de s'éteindre subitement).

## Stratégie commerciale
Avec un rapport qualité/prix relativement attractif, le smartphone étant initialement proposé à 299 € en modèle 8 Go et 349 € en modèle 16 Go (seulement sur Google Play), Google affiche une stratégie agressive par une faible marge tout en avançant des caractéristiques haut de gamme à son smartphone. Google a baissé le tarif du Nexus 4 au mois d'août 2013 en proposant le modèle 8 Go à 199 € et le modèle 16 Go à 249 €.

## Controverses
Des observateurs ont formulé des critiques négatives sur les choix techniques faits par Google et LG: 
- comme les précédentes versions de Nexus, il n'y a pas d'emplacement pour carte MicroSD, ce qui peut être contraignant dans la mesure où le Nexus 4 n'est décliné qu'en deux versions : 8 Go et 16 Go. Néanmoins ce problème peut être réglé en envoyant ses données en ligne grâce aux services de Google tels que Google Drive ou Google Play Musique pour ses fichiers musicaux sous réserve de disposer d'une connexion au web et d'un compte Google pour y accéder.
- Le Nexus 4 dispose de composants supportant la norme 4G LTE, toutefois le terminal n'est pas compatible avec celle-ci.

De plus :
- Le Nexus 4 a connu de grandes difficultés de commercialisation : il n'était pas disponible sur Google Play Store France depuis le jour de sa sortie, le 13 novembre 2012, jusqu'au 30 janvier 2013, date de remise en vente sur la boutique en ligne de Google, avant d'être de nouveau victime de pénurie[14]. Durant la première pénurie, l'opérateur SFR le proposait en exclusivité et à un prix supérieur (630 € environ) ; il a ensuite été disponible chez d'autres revendeurs, à un prix toutefois toujours supérieur à celui vendu sur Google Play[14]. Depuis fin mars 2013, le téléphone est disponible de façon régulière sur Google Play.

- D'après bon nombre d'utilisateurs, le Nexus 4 souffrirait d'un bridage automatique de protection du CPU (ou CPU throttling (en) en anglais) trop agressif, le système diminuant volontairement les fréquences auxquelles tournent les 4 cœurs du processeur en fonction de la température interne du téléphone, ce qui aurait un impact sur les performances de l'appareil. À noter que la chaleur est la principale cause d'usure des batteries Li-Ion et des composants électroniques en général. La batterie du Nexus 4 est inamovible et nécessite de démonter la coque pour pouvoir la changer.
- Le Nexus 4 souffrirait aussi d'un problème de cohabitation entre le Bluetooth et le Wi-Fi, ce qui peut empêcher par exemple d'écouter de la musique en streaming en utilisant le Wi-Fi de l'appareil et un casque Bluetooth[15].